# Хошгельдиотар
Хошгельдиотар — кутан колхоза имени М. Дахадаева Тляратинского района Дагестана.

## География
Расположен на территории Бабаюртовского района, в 16 км к северо-западу от села Адиль-Янгиюрт, на правом берегу реки Терек.

## История
По данным на 1914 г. хутор Кошкельды состоял из 5 дворов, во владении кутана находилось 355 десятин земли, в том числе 355 — удобной. В административном отношении подчинялся селу Качалай-Кутан 2-го участка Хасавюртовского округа Терской области. В 1929 году хутор Хошкельди-Отар состоял из 46 хозяйств и входил в состав Адиль-Янги-Юртовского сельсовета Бабаюртовского района. В 1939 году хутор входил в состав Алеротарского сельсовета и являлся отделением колхоза имени Молотова. В том же году хутор был разрушен паводком, прошедшим по реке Терек, в связи с невозможностью восстановления населённого пункта на прежнем месте постановлением СНК ДАССР было принято решение о переселении жителей сел Хошкельдыотар (61 хозяйство) и Карганак (37 хозяйств, также было разрушено паводком) на участок Темир-Герей. Позже земли бывшего хутора были переданы под зимние пастбища колхоза им. Фрунзе Тляратинского района.

## Население
В 1914 году на хуторе проживало 61 человек (41 мужчина и 20 женщин). В 1929 году на хуторе проживало 209 человек (102 мужчины и 107 женщин), 100 % населения — чеченцы. По данным на 1939 год в селе проживало 284 человека (136 мужчин и 148 женщин).